# Olivier Rouyer
Olivier Rouyer (Nancy, 1955. december 1. –) válogatott francia labdarúgó, csatár, edző.

## Pályafutása

### Klubcsapatban
1973 és 1981 között szülővárosában játszott, az AS Nancy csapatában. Az 1974–75-ös idényben kölcsönben szerepelt a Chaumont együttesében, majd visszatért a Nancyba és 1978-ban francia kupa-győztes lett a csapattal. 1981 és 1984 között az RC Strasbourg, 1984 és 1986 között az Olympique Lyon labdarúgója volt. 1986 és 1990 között két-két idényen át szerepelt az alacsonyabb osztályú FCO Neudorf és  FC Strasbourg K 06 csapataiban, majd visszavonult az aktív játéktól.

### A válogatottban
1976-ban részt vett a montréali olimpián. 1976 és 1981 között 17 alkalommal szerepelt a francia válogatottban és két gólt szerzett. Részt vett az 1978-as világbajnokságon Argentínában.

### Edzőként
1991 és 1994 között az AS Nancy, 1999-ben a svájci FC Sion vezetőedzője volt.

## Magánélete
Rouyer meleg, de ezt csak nyugdíjbavonulása után vállalta fel.

## Sikerei, díjai
AS Nancy
- Francia kupa (Coupe de France)
  - győztes: 1978